# آرثر ميدلتون
آرثر ميدلتون (بالإنجليزية: Arthur Middleton) (و. 1742 – 1787 م) هو سياسي من المملكة المتحدة. ولد في تشارلستون، كارولاينا الجنوبية.
توفي في كارولاينا الجنوبية، عن عمر يناهز 45 عاماً.

## التعليم
تعلم في قاعة الثالوث ‏، ومدرسة وستمنستر.

## روابط خارجية
- آرثر ميدلتون على موقع الموسوعة البريطانية (الإنجليزية)